# Сент-Анжо
Сент-Анжо́ (фр. Saint-Angeau) — коммуна во Франции, находится в регионе Пуату — Шаранта. Департамент — Шаранта. Входит в состав кантона Манль. Округ коммуны — Конфолан.
Код INSEE коммуны — 16300.
Коммуна расположена приблизительно в 370 км к юго-западу от Парижа, в 85 км южнее Пуатье, в 25 км к северо-востоку от Ангулема.

## Население
Население коммуны на 2008 год составляло 677 человек.
| 1962 | 1968 | 1975 | 1982 | 1990 | 1999 | 2008 |
| ---- | ---- | ---- | ---- | ---- | ---- | ---- |
| 561  | 613  | 566  | 576  | 579  | 648  | 677  |

## Администрация
| Период | Период | Фамилия      | Партия | Примечания |
| ------ | ------ | ------------ | ------ | ---------- |
| 1995   | 2008   | Лоран Мопети |        |            |
| 2008   |        | Жак Бурабье  |        |            |

## Экономика
В 2007 году среди 386 человек в трудоспособном возрасте (15—64 лет) 277 были экономически активными, 109 — неактивными (показатель активности — 71,8 %, в 1999 году было 66,2 %). Из 277 активных работали 246 человек (129 мужчин и 117 женщин), безработных было 31 (10 мужчин и 21 женщина). Среди 109 неактивных 29 человек были учениками или студентами, 48 — пенсионерами, 32 были неактивными по другим причинам.

## Достопримечательности
- Приходская церковь Сен-Мишель (XII век). Расположена на одной из дорог паломничества в Сантьяго-де-Компостела. Исторический памятник с 1948 года[3]

## Фотогалерея
- Церковь Сен-Мишель
- Церковь Сен-Мишель
- Интерьер церкви Сен-Мишель
- Мэрия